# Roque de Soveral
Roque de Soveral (Sernancelhe, Sernancelhe, 1570 - Tomar, Convento de Cristo, 10 de Setembro de 1660) foi um prelado português.

## Biografia
D. Frei Roque de Soveral era filho de Pedro de Soveral e de sua mulher Maria de Almeida e irmão de D. Francisco de Soveral.
Professou em 1590. Doutorado na Universidade de Salamanca, Deputado da Mesa do Santo Ofício, Dom Frei Vigário-Geral da Ordem de Cristo, etc.
Publicou uma «História do insigne aparecimento de Nossa Senhora da Luz e suas obras maravilhosas» e um sermão pregado nas exéquias da Rainha D. Margarida de Áustria.